# Iō-jima (Kagoshima)
Pour les articles homonymes, voir Iōjima.
Iō-jima (硫黄島) ou Satsuma Iō-jima (薩摩硫黄島) est une île japonaise de la mer de Chine orientale située dans l’archipel Ōsumi, au sud de Kyūshū, et dépendant de la préfecture de Kagoshima.
D'une superficie de 11,74 km2, elle est surplombée d'un volcan actif sous la mer et sur terre : le mont Iō ; ce dernier a subi une éruption le samedi 2 novembre 2019 à 17 h 35, entrainant l'émission d'une alerte de niveau 2 (sur une échelle de 5) à la population.
Cent cinquante habitants y vivent grâce à la pêche et à la culture.
Iō est l'une des trois îles du village de Mishima, avec Take-shima et Kuro-shima.